# Fresco (Stockhausen)

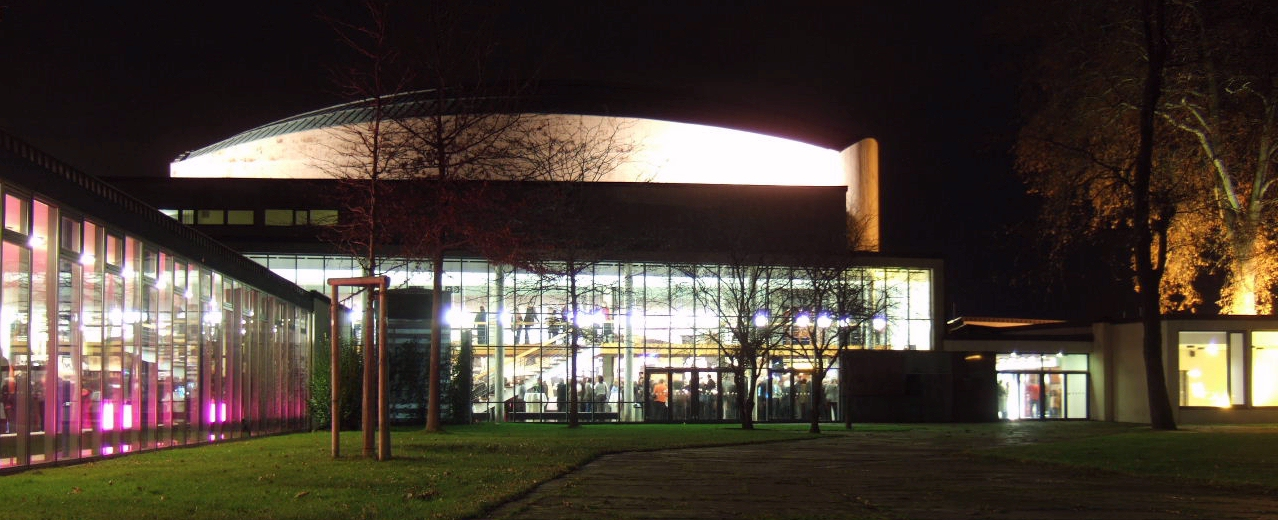
La Beethovenhalle, Bonn

Fresco, Wandklänge zur Meditation (fresque sonore incitant à la méditation) est une composition pour quatre groupes d'orchestre, écrite en 1969 par le compositeur allemand Karlheinz Stockhausen. Fresco a été pensée pour une rétrospective de sa musique pendant une soirée entière, présentée simultanément dans trois auditoriums de la Beethovenhalle à Bonn. C'est l'œuvre numéro 29 dans le catalogue du compositeur et elle dure environ cinq heures.

## Histoire

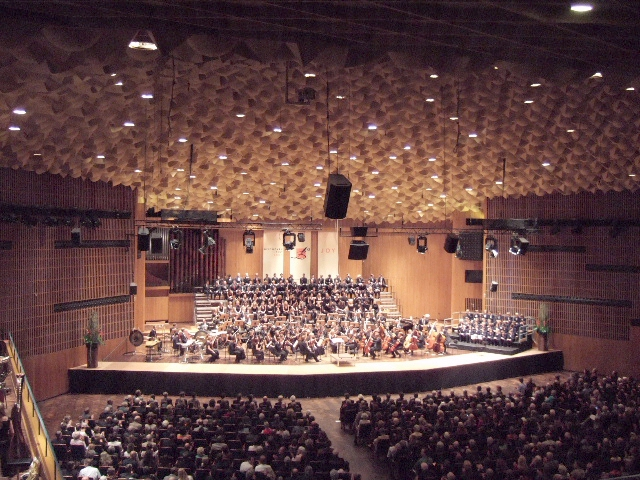
Großer Saal (Grande Salle) de la Beethovenhalle

En octobre 1968, Volker Wangenheim, directeur général de musique à Bonn, a proposé à Stockhausen toutes les salles de la Beethovenhalle pour une soirée complète de sa musique. En outre, il a suggéré que Stockhausen envisage l'écriture d'un nouveau morceau pour l'orchestre de Bonn, mais qu'il ne pourrait accorder que trois répétitions et a averti que peu d'argent serait disponible pour cette soirée. Wangenheim a aussi écrit qu'il avait entendu parler d'Ensemble et de Musik für ein Haus, deux projets que Stockhausen avait organisé à Darmstadt en 1967 et 1968, en disant qu'il espérait quelque chose dans le même sens. Stockhausen a proposé un programme de sa musique, destiné à être joué simultanément dans les trois salles du bâtiment. Dans le même temps, il y aurait une nouvelle composition jouée à quatre endroits dans les halles d'accès, avec une durée de quatre heures et demie. Cette œuvre a été composée à l'automne 1969 pour l'Orchestre de la Beethovenhalle et intitulée Fresco, fresques sonores incitant à la méditation. La première mondiale a eu lieu le 15 novembre 1969, avec Volker Wangenheim, chef d'orchestre I (vents et percussions), dans le foyer des vestiaires à l'entrée principale de la grande salle, Volkmar Fritsche, chef d'orchestre II (cordes), sur la passerelle du foyer de la grande salle, Bernhard Kontarsky, chef d'orchestre III (vents et cordes), dans la salle d'expositions près de la cour intérieure, et Georg Földes, chef d'orchestre IV (cordes), dans le foyer situé devant le studio.

### Musique pour la Beethovenhalle

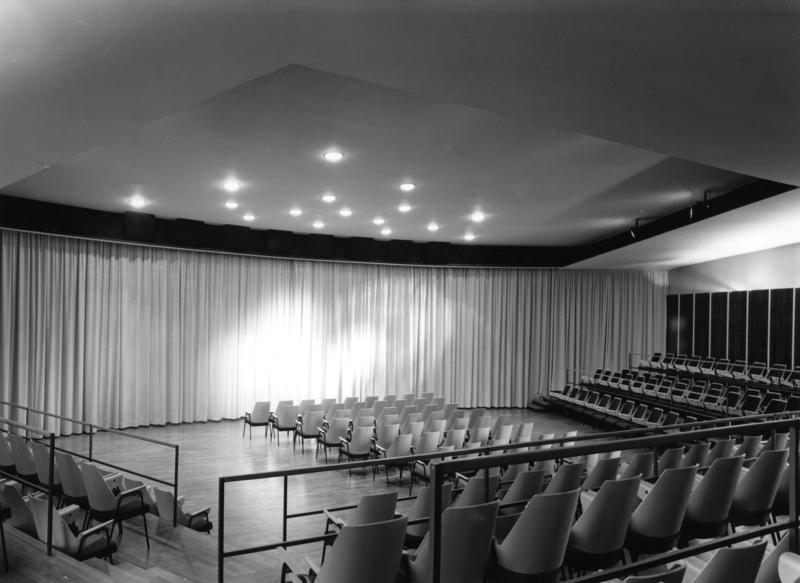
Studio de la Beethovenhalle

Le grand projet dans lequel Fresco a été incorporée a été appelé « Musique pour la Beethovenhalle » et décrit dans le livre-programme comme « 3 × 4 heures non-stop de programmes simultanés / en 3 salles et dans les couloirs de la Beethovenhalle ». Les programmes dans chacun des trois auditoriums ont été effectuées de la manière habituelle, seuls les sièges ont été enlevés et le public était assis sur le sol, sur des tapis et des nattes. Ces programmes ont été soigneusement planifiés afin que les entractes coïncideraient, à quel point les membres de l'auditoire étaient libres de se déplacer à l'une des autres salles pour le segment suivant. « L'idée était que ma musique doit être vécue comme des expositions dans un musée ». Conceptuellement, « au lieu du bavardage habituel, toute la maison, du vestiaire jusqu'à l'auditorium, pourrait déjà être rempli avec du son avant l'entrée du chef d'orchestre, afin que l'auditeur pourrait commencer à écouter, s'il le voulait, dès le moment de l'entrée, et faire sa propre sélection à partir d'un horaire placé à l'entrée donnant les détails des trois programmes à se dérouler simultanément dans les trois salles » :
|       | grand salle                           | salle de musique de chambre                       | studio                                                         |
| ----- | ------------------------------------- | ------------------------------------------------- | -------------------------------------------------------------- |
| 20:00 | Gesang der Jünglinge                  | Momente (diffusion par haut-parleurs)             | Kurzwellen                                                     |
| 20:15 | Kontakte                              |                                                   |                                                                |
| 20:50 | Gruppen (diffusion par haut-parleurs) |                                                   | Aus den sieben Tagen: Litanei & Ankunft (lecture à haute voix) |
| 21:00 |                                       | Klavierstück VI                                   | Film : Eine Aufführung der Mikrophonie I                       |
| 21:15 | Refrain                               |                                                   |                                                                |
| 21:25 | Carré (diffusion par haut-parleurs)   | Mikrophonie I (diffusion par haut-parleurs)       |                                                                |
| 21:30 |                                       |                                                   | Prozession                                                     |
| 21:55 | Zyklus                                | "Gedicht für Dich" (lecture à haute voix)         | Klavierstück XI                                                |
| 22:05 |                                       | Mikrophonie II (diffusion par haut-parleurs)      | « San Francisco » (lecture à haute voix)                       |
| 22:10 | Hymnen avec solistes                  |                                                   | Stimmung                                                       |
| 22:20 |                                       | Klavierstücke I–IV/IX                             |                                                                |
| 22:40 |                                       | Mixtur (diffusion par haut-parleurs)              |                                                                |
| 23:10 |                                       | Klavierstücke V, VII, VIII                        |                                                                |
| 23:15 |                                       |                                                   | Film : Momente                                                 |
| 23:25 |                                       | Spiral                                            |                                                                |
| 23:40 |                                       | « An den der mit mir ist » (lecture à haute voix) |                                                                |
| 23:50 |                                       | Klavierstück X                                    |                                                                |
| 00:05 |                                       |                                                   | (fin)                                                          |
| 00:10 | (fin)                                 |                                                   |                                                                |
| 00:15 |                                       | (fin)                                             |                                                                |

Les performances en live ont été données par Alfred Aling et Rolf Gehlhaar, tam-tam (Hymnen, Prozession, Kurzwellen), Harald Bojé, Electronium (Klavierstück VI, Hymnen, Prozession, Kurzwellen), Christoph Caskel, percussions (Refrain, Zyklus), le Collegium Vocale de Cologne (Stimmung), Péter Eötvös, piano (Hymnen, Kurzwellen), Johannes Fritsch, alto (Hymnen, Prozession, Kurzwellen), Aloïs Kontarksky, piano (Klavierstücke I–V, VII à XI, Kontakte, Refrain, Prozession), Gisela Kontarsky, récitante (poésie et des textes écrits par Stockhausen), Michael Vetter, enregistreur radio à ondes courtes (Spiral), et Stockhausen lui-même, célesta (Refrain), en tant que récitant de son propre poème « San Francisco », et projectionniste sonore (Hymnen, Prozession, Kurzwellen, et Stimmung). Les projectionnistes du son pour les films et la diffusion par haut-parleurs étaient Péter Eötvös, David C. Johnson et Mesías Maiguashca (également pour Hymnen).
Ce type de programmation appelé Wandelkonzert (concert-promenade) avait été lancé en Allemagne par Stockhausen en 1967 à l'Internationale Ferienkurse für Neue Musik, avec un projet pour une groupe-composition intitulée Ensemble. Pour plus d'un an Stockhausen a été impliqué dans la planification de l'auditorium et de la programmation pour le Pavillon allemand de l'Exposition universelle de 1970 à Osaka, qu'allait s'ouvrir le 14 mars 1970. Dans une note d'introduction écrite pour la première de Fresco, Stockhausen décrit sa vision de l'espace destinée aux performances futures :

« J'ai publié des textes, fait des conférences et participé à de nombreux entretiens avec des architectes concernant les nouvelles salles de concert et surtout la MAISON DE LA MUSIQUE que je conçois pour toutes les villes de quelqu'importance: une maison dans laquelle on pourrait écouter de la musique de manière permanente, un seul complexe architectural composé d'auditoriums différents que pourraient être utilisés tantôt séparément, tantôt simultanément pour une seule composition; un labyrinthe sonore de salles, de couloirs, de balcons, de ponts, de plate-formes [sic] mobiles, de nids, de coquilles, de cavernes, de « salles d'écho », de « vibratoires », et de « boxes sonores ». »

Tout au long des années 1970 Stockhausen reviendrait à cette idée d’un Wandelkonzert dans des œuvres comme Sternklang et Alphabet pour Liège, ainsi que beaucoup plus tard dans la scène finale, Hoch-Zeiten, de l'opéra Sonntag aus Licht (1998–2003), et aussi dans son dernier ouvrage, le cycle inachevé des vingt-quatre compositions de musique de chambre, Klang.

## Matériaux et forme

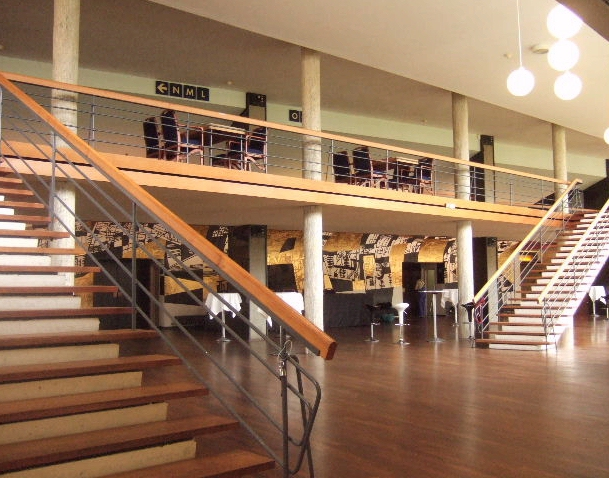
Foyer de la Beethovenhalle : L'orchestre II a été mis sur la passerelle du niveau supérieur

Les « sons de mur » (ou « fresque sonore ») du sous-titre de la composition se composent de grappes de sons qui montent et descendent lentement en glissando et des progressions en échelles— bandes en évolution lente et des surfaces de sons qui entrent et s'éloignent, contre un fond de silence. Cette division des quatre groupes orchestraux dans des espaces des foyers séparés par des murs et par la distance, rend audible seulement une partie de la musique à un endroit donné. C'est littéralement de la Wandelmusik (musique pour le foyer) et c'est conçu comme une espèce spirituellement supérieure de musique d'ambiance. En flânant (wandeln) à travers l'espace, les auditeurs changent constamment leurs perspectives individuelles. C'est le genre de musique que, quelques années plus tard, Brian Eno appellerait ambient.
Les surfaces en glissando se déplacent indépendamment dans chacun des quatre groupes orchestraux. Le mode de leur mouvement est prescrit de deux manières: premièrement, selon qu'ils descendent ou montent, et deuxièmement, selon qu'ils deviennent plus étroits ou plus amples. L'œuvre commence avec des glissandos descendants dans les quatre groupes orchestraux. Dans trois de ces groupes les surfaces en glissando sont progressivement comprimés dans le registre grave (aux processus avec différentes longueurs), tandis que dans le quatrième groupe ils s'élargissent en descendant. La direction est alors inversée, avec la superposition d'une forme de mouvement qui s'élève et s'écarte, sur une forme qui baisse et se comprime. Le développement de la forme continue de cette manière, avec des formes de mouvement et des durées des sections différentes.
Les orchestres devaient jouer dans les segments qui se chevauchent, trois pour orchestre, avec des pauses de 30 ou 40 minutes entre les segments.
|       | orchestre I | orchestre II | orchestre III | orchestre IV |
| 19:10 |             | début        |               |              |
| 19:20 | début       |              |               | début        |
| 19:30 |             |              | début         |              |
| 20:10 |             | fin          |               |              |
| 20:30 |             |              |               | fin          |
| 20:50 |             | début        | fin           |              |
| 21:00 | fin         |              |               | début        |
| 21:20 |             |              | début         |              |
| 21:40 | début       |              |               |              |
| 22:10 |             | fin          |               |              |
| 22:30 |             |              |               | fin          |
| 22:40 | fin         | début        |               |              |
| 23:00 |             |              |               | début        |
| 23:10 | début       |              | fin           |              |
| 23:35 |             |              | début         |              |
| 0:20  |             |              |               | fin          |
| 0:25  |             |              | fin           |              |
| 0:30  |             | fin          |               |              |
| 0:40  | fin         |              |               |              |

## Effectif
L'instrumentation des quatre orchestres est souple. Selon la préface de la partition, les groupes à la Beethovenhalle (y compris les chefs d'orchestre, qui ont également joué des instruments) ont été disposés en rangées dans l'ordre suivant :
- Groupe I: 1 tuba–2 trombones–2 bassons–3 cors–1 percussionniste (2 timbales avec pédales, marimba)–chef d'orchestre (hautbois)–2 hautbois–2 trompettes–2 clarinettes–2 flûtes–vibraphone (baguettes douces)
- Groupe II: 2 contrebasses–3 violoncelles–4 altos–chef d'orchestre (harmonium)–5 violons II–6 violons I
- Groupe III: chef d'orchestre (piano)–1 trombone–2 contrebasses–1 basson–2 violoncelles–2 cors–2 altos–1 hautbois–1 trompette–2 violons II–1 clarinette–2 violons I–1 flûte
- Groupe IV: 2 contrebasses–3 violoncelles–3 altos–chef d'orchestre (accordéon ou harmonica chromatique)–4 violons II–7 violons I

## Scandale à la création mondiale

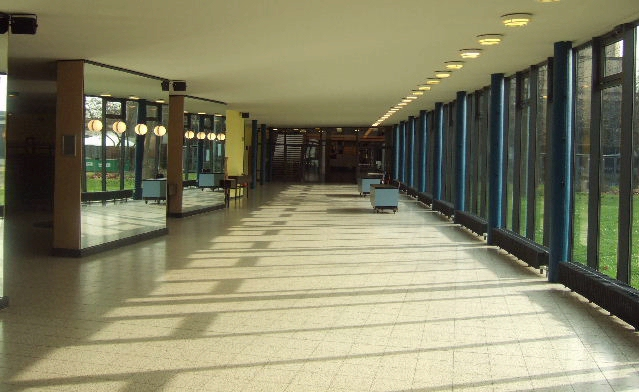
Le foyer des vestiaires à l'entrée principale : l'orchestre I était disposé en une rangée en face des fenêtres à la droite

Sachant qu'il y aurait seulement trois répétitions, Stockhausen avait délibérément écrit de la musique assez simple à déchiffrer. Cependant, il a considérablement surestimé la bonne volonté de l'orchestre de Bonn, qui n'était pas habitué à jouer de la musique contemporaine. La rébellion éclate déjà lors des répétitions. Les musiciens de Bonn, « disciples assermentés de leurs bons vieux classiques », selon le directeur municipal Fritz Brüse, se sont plaints qu'ils ne pouvaient pas comprendre les « complexes instructions d'exécution » telles que « jouer glissando pas plus vite qu'une octave par minute ». Interpréter une partition de Stockhausen était clairement trop demander à ces musiciens de formation classique, qui « n'ont pas eu le temps depuis leurs jours au conservatoire pour apprendre quelque chose de plus ». En outre, les musiciens ont demandé que Stockhausen vienne à leur prochaine répétition pour expliquer ce qu'il avait à l'esprit, mais Stockhausen a refusé de participer à un « teach-in ». Selon actualités[style à revoir], Stockhausen, qui se préparait pour un prochain festival de quatre jours de sa musique au Liban, a refusé leur demande, une décision décrite par Wangenheim comme « imprudente ». La version de Stockhausen est en conflit avec ce rapport. Il a déclaré qu'il était en fait présent à la première répétition, où il y a eu un différend entre lui et quelques-uns des musiciens. L'un d'eux a objecté que, « Si nous ne jouons pas sur la scène, nous ne recevrons pas d'applaudissements après », et Stockhausen a concédé que cela pouvait être vrai. Le musicien a répondu: « Oui, mais alors on ne joue pas. C'est absolument hors de question ! Nous sommes censés jouer quatre heures. Vous êtes vraiment fou—et nous sommes censés faire seulement une sorte d'exercices de doigts, glissandi lents qui vont plus de 20 minutes ? Nous ne sommes pas des bouffons ! Vous seriez mieux de diffuser de telles choses par haut-parleurs. » Quand il a expliqué que ce qu'il voulait c'était de créer « une atmosphère de concentration, de sorte que le public, à partir du moment où ils sont entrés, ne parle plus mais plutôt peut écouter et observer de près comment les musiciens jouent des tons concentrés. Mais ce n'était pas possible avec ces musiciens professionnels. Ils pensaient que je voulais me moquer d'eux, en leur donnant quelque chose de si simple à jouer qui pourrait facilement être accompli en trois répétitions ... Ils n'ont pas compris cela et aussi ils n'ont en pas voulu. Ils ont voulu jouer une œuvre, peut-être avec une dizaine de répétitions, de sept minutes—et puis quitter. » Certains membres de l'orchestre ont téléphoné à leur syndicat pour savoir s'ils étaient vraiment obligés de jouer une telle chose, et ils ont appris qu'ils l'étaient. Le premier violon, Ernesto Mompaey, a choisi d'ignorer cette décision du syndicat et, en se plaignant qu'il se sentait « spirituellement si tourmenté par messieurs Wangenheim et Stockhausen », a menacé d'assassiner le chef d'orchestre et est sorti de la répétition, suivi par quelques camarades ayant des vues similaires.

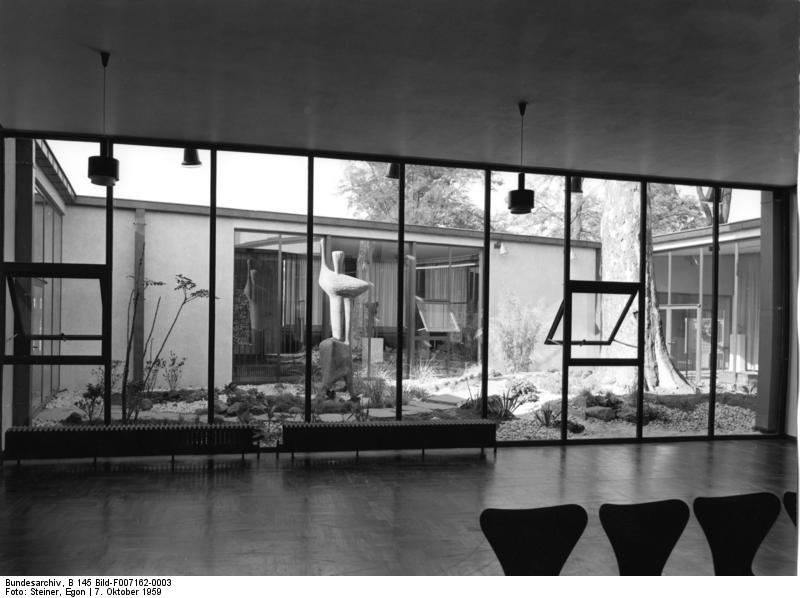
L'orchestre III s'était assis long du mur du fond de la salle d'expositions, près de la cour intérieure

Les autres musiciens ont participé à la performance bien fréquentée (environ deux mille auditeurs) le 15 novembre, mais beaucoup d'eux seulement contre leur gré, en laissant une pancarte peinte à la main dans la salle de répétition, « Nous jouons, sinon on serait viré! ». Comme la soirée avançait, les choses se sont détériorées quand les quatre chefs d'orchestre ont perdu le contrôle de leurs groupes. « La performance de Fresco a été complètement détruite par l'orchestre, dont les musiciens ont fait beaucoup de bêtises, se sont saoulés durant les pauses, et finalement ont remis leurs instruments aux membres de l'auditoire. Tout finit comme un happening primitif des étudiants, dont les acteurs n'étaient vraiment plus sobres. » Pendant le spectacle, des extraits familiers du répertoire standard, chansons rhénanes, le cliquetis des cendriers renversés et des bouteilles de bière ont rempli l'air du foyer et des couloirs. Des farceurs étaient au travail aussi, qui   remplaçaient des certaines feuilles d'instructions sur les pupitres avec des slogans comme « Stockhausen Zoo: ne pas nourrir les animaux, s'il vous plaît! ». Des antagonistes dans le public ont raillé les musiciens dont certains, fatigués de la « charade », sont rentrés à la maison après seulement une heure. Peu après, un autre farceur a éteint les lampes de pupitre, laissant les musiciens dans l'obscurité. Tout s'est arrêté après 260 minutes. Outre les chahuteurs, quelques-uns des jeunes auditeurs (dont beaucoup étaient des écoliers) qui manquaient d'expérience dans l'étiquette de concert ont fait tant de bruit que Stockhausen et les interprètes ont souvent dû demander le calme. La chose vraiment remarquable, selon le compositeur, était que si peu d'enfants se sont mal comportés de cette manière.